# 1780 Kippes
Kippes (asteróide 1780) é um asteróide da cintura principal com um diâmetro de 27,92 quilómetros, a 2,8687958 UA. Possui uma excentricidade de 0,0493675 e um período orbital de 1 914,79 dias (5,24 anos).
Kippes tem uma velocidade orbital média de 17,14546506 km/s e uma inclinação de 8,97608º.
Esse asteróide foi descoberto em 12 de Setembro de 1906 por August Kopff.